# Remo Ankli

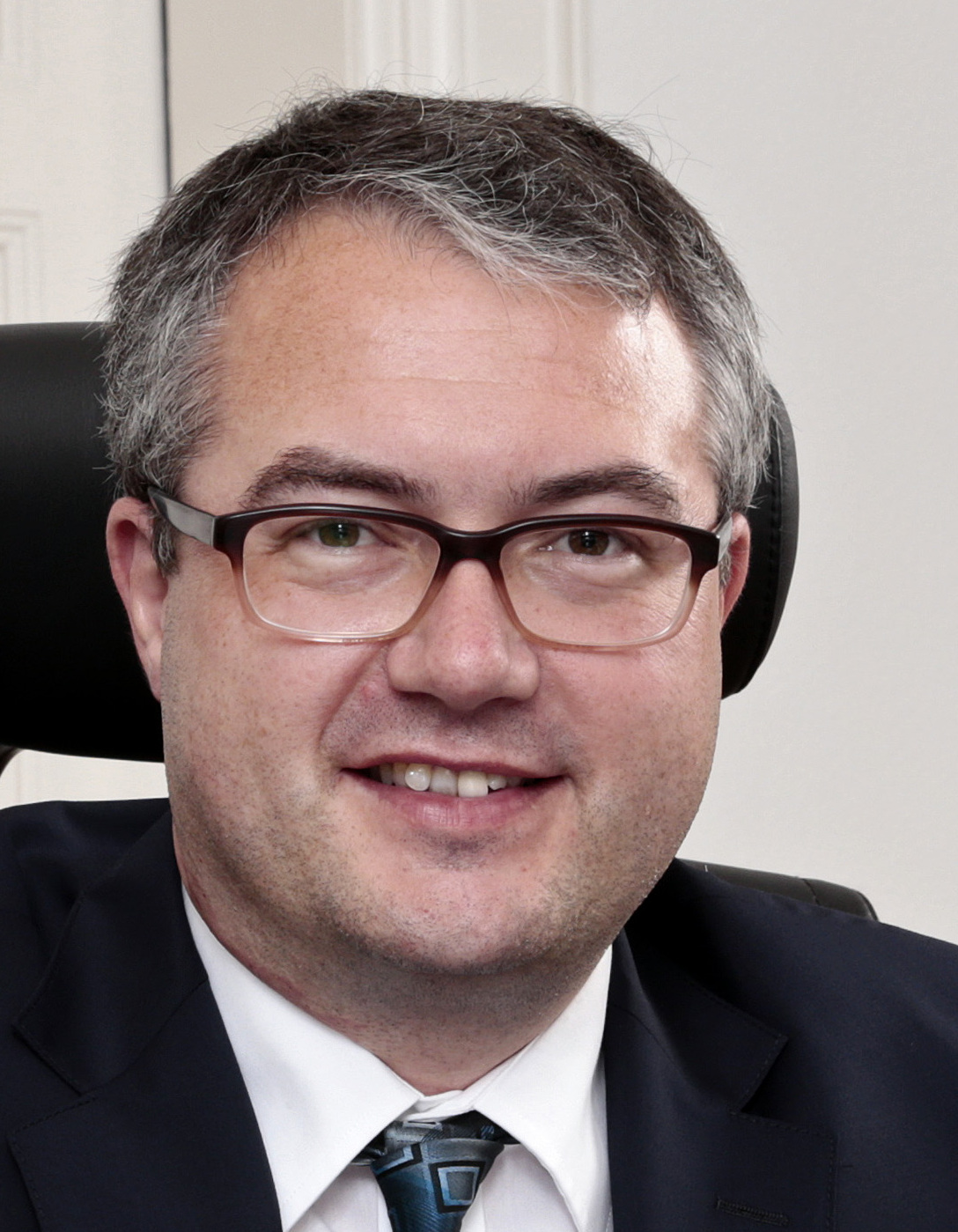
Remo Ankli (2014)

Remo Ankli (* 14. Juni 1973; heimatberechtigt in Zullwil) ist ein Schweizer Politiker (FDP), Mitglied des Regierungsrats des Kantons Solothurn und Vorsteher des Departementes für Bildung und Kultur des Kantons Solothurn.

## Leben
Remo Ankli ist in Beinwil aufgewachsen und hat dort die Primarschule besucht. Nach der Matura, die er am Gymnasium in Laufen erlangte, nahm er das Studium in Geschichte an den Universitäten Basel und Freiburg im Breisgau auf und schloss es 1999 mit dem Lizenziat in Basel ab. Sein zweites Studium nahm Ankli im Fach Theologie an den Universitäten Basel und Freiburg im Üechtland auf und schloss es 2003 mit dem Lizenziat in Freiburg im Üechtland ab. 2009 wurde er mit einer Dissertation über das Schwarzbubenland im Kulturkampf in Freiburg im Üechtland zum Doctor theologiae promoviert. Von 2010 bis 2013 arbeitete Ankli als Parteisekretär der FDP des Kantons Solothurn.
Ankli war ab 2001 Gemeindepräsident der Einwohnergemeinde Beinwil und ab 2005 Solothurner Kantonsrat. Seit 2013 war er Regierungsrat des Kantons Solothurn und wurde zwei Mal wiedergewählt. Bei den Wahlen 2025 trat er nicht mehr an. Am 1. August 2025 wird der neugewählte Regierungsrat Mathias Stricker (SP) das Departement für Bildung und Kultur von Remo Ankli übernehmen.
Im Jahr 2022 hatte Ankli das Amt des solothurnischen Landammanns inne, dies zum zweiten Mal nach 2017.